# Várzea (Santarém)
Várzea ist ein Ort und eine ehemalige Gemeinde (Freguesia) im portugiesischen Kreis Santarém. Die Gemeinde hatte 1814 Einwohner (Stand 30. Juni 2011).
Am 29. September 2013 wurden die Gemeinden Várzea und Romeira zur neuen Gemeinde União das Freguesias de Romeira e Várzea zusammengeschlossen. Várzea ist Sitz dieser neu gebildeten Gemeinde.